# Torfou (Maine-et-Loire)
Pour les articles homonymes, voir Torfou.
Torfou (prononcé [t̪ɔʁfu] ) est une ancienne commune française située dans le département de Maine-et-Loire, en région Pays de la Loire, devenue le 15 décembre 2015 une commune déléguée au sein de la commune nouvelle de Sèvremoine.
Les habitants de Torfou sont appelés les Torfousiens.

## Géographie

### Localisation
Torfou est une commune angevine des Mauges. Elle se trouve à 18 km à l'ouest de Cholet, à 20 km au nord-ouest des Herbiers, et à environ 39 km de la ville de Nantes.
On localise son agglomération à la croisée des routes D 146 (Roussay à la Bruffière) et D 149/D 949 (Clisson à Mortagne-sur-Sèvre), à proximité immédiate des départements de la Loire-Atlantique et de la Vendée.
Torfou est également à la limite de trois anciennes provinces : Anjou (Maine-et-Loire), Poitou (Vendée) et Bretagne (Loire-Atlantique).

### Communes limitrophes
Les communes limitrophes de Torfou sont donc les communes de Montfaucon-Montigné, Roussay, La Romagne, Le Longeron, Tiffauges, la Bruffière et Boussay.

### Réseau de transport

#### Réseau routier
L'agglomération de Torfou est située de part et d'autre de la D 149/D 949 anciennement connue sous le nom de RN 149, axe reliant Nantes à Poitiers.

#### Transports en commun

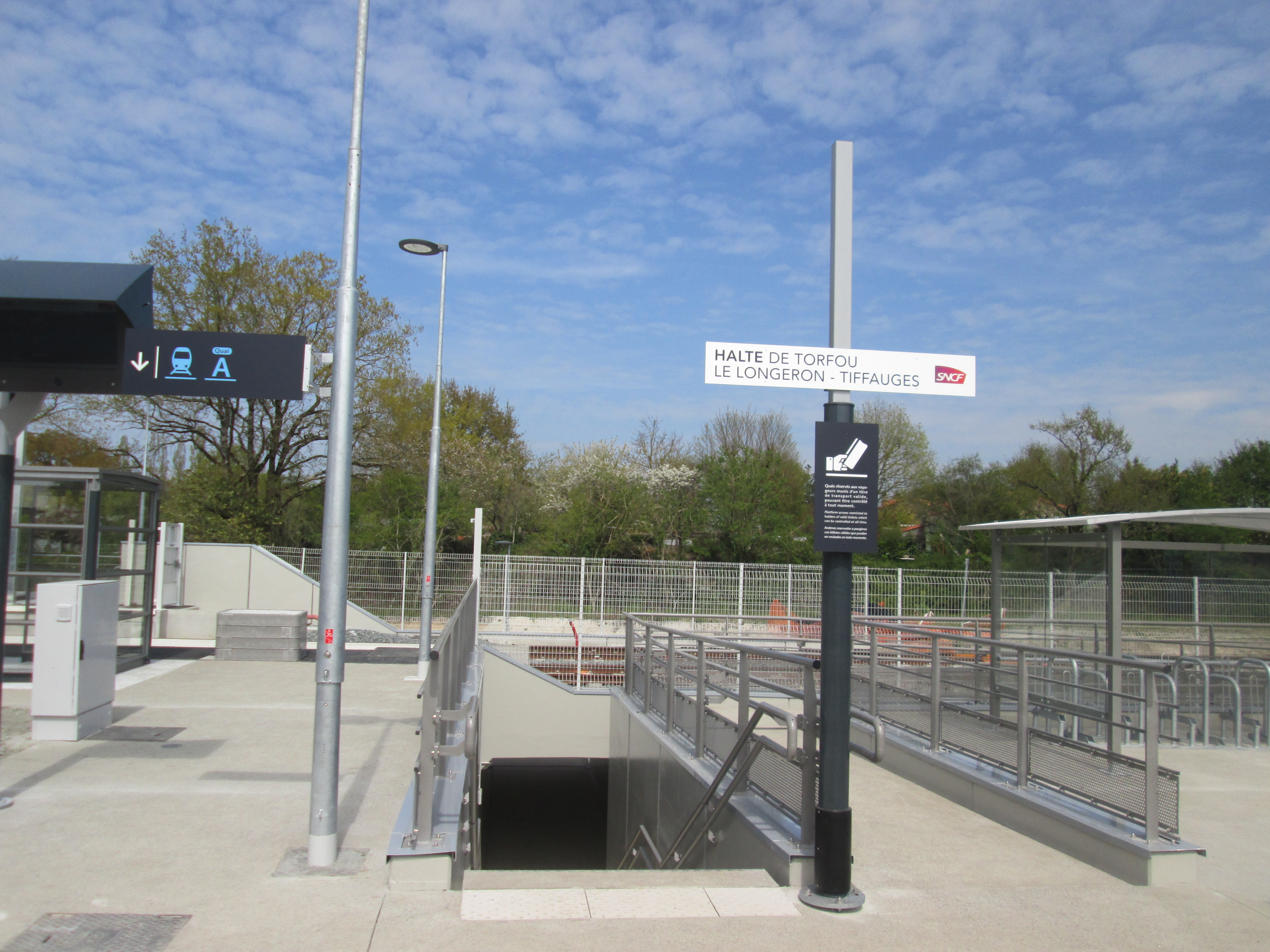
Halte ferroviaire de Torfou - Le Longeron - Tiffauges.

La gare de Torfou - Le Longeron - Tiffauges, halte ferroviaire de la SNCF est desservie par des TER Pays de la Loire circulant entre les gares de Nantes et de Cholet, via Clisson.
La ligne 33 du réseau AnjouBus relie elle aussi la commune de Torfou à celle de Cholet.

## Toponymie
Torfou vient du latin tortus fagus, signifiant le « hêtre tordu » ou plus exactement le « hêtre tors », peut-être en raison de la présence d'un hêtre tortillard dont la silhouette caractéristique servait de repère au bourg primitif.

## Histoire
Le 19 septembre 1793, la bataille de Torfou, aussi connue sous le nom de bataille de Tiffauges, voit la victoire des troupes vendéennes contre les Républicains de Kléber. Cette victoire est commémorée par l'édification d'une colonne, vers 1828, par les soins du marquis de la Bretesche.
En 2014, un projet de fusion de l'ensemble des communes de l'intercommunalité se dessine. Le 2 juillet 2015, les conseils municipaux de l'ensemble des communes du territoire communautaire votent la création d'une commune nouvelle baptisée Sèvremoine pour le 15 décembre 2015, dont la création a été officialisée par arrêté préfectoral du 5 octobre 2015.

## Politique et administration

### Administration municipale

#### Administration actuelle
Depuis le 15 décembre 2015, Torfou constitue une commune déléguée au sein de la commune nouvelle de Sèvremoine et dispose d'un maire délégué.
| Période                                  | Période     | Identité            | Étiquette | Qualité |
| ---------------------------------------- | ----------- | ------------------- | --------- | ------- |
| 15 décembre 2015                         | 26 mai 2020 | Paul Manceau        |           |         |
| 26 mai 2020                              |             | Christian Rousselot |           |         |
| Les données manquantes sont à compléter. |             |                     |           |         |

#### Administration ancienne
| Période                                  | Période          | Identité                                      | Étiquette | Qualité |
| ---------------------------------------- | ---------------- | --------------------------------------------- | --------- | --- |
| 1790                                     | 1790             | Esprit Mérand (père)                          |           | Syndic de la paroisse (1788) Juge de paix du canton de La Romagne (1792) Administrateur du district de Cholet (1792) |
| 1791                                     | 1791             | Esprit Boussion                               |           | Secrétaire-greffier de la paroisse (1788)                                                                            |
| 1792                                     | 30 novembre 1792 | Jean-Claude Michaud                           |           | |
| 1er décembre 1792                        | 1er janvier 1793 | Pierre-Marc Litou                             |           | |
| 1er janvier 1793                         | 13 mars 1793     | Esprit Mérand (fils)                          |           | |
| 1794                                     | 1795             | Antoine Fonteneau, Jean Retailleau, Jean Brin |           | Commissaires du roi (1794-1795)                                                                                      |
| 1795                                     | 1798             | Louis Denis                                   |           | Agent du canton de La Romagne en l’an IV (1795-1796)                                                                 |
| 1798                                     | 1799             | Esprit Mérand (fils)                          |           | Agent du canton de La Romagne en l’an VII (1798-1799)                                                                |
| 1799                                     | 1803             | Jean-Claude Michaud                           |           | |
| 1803                                     | 1826             | Louis Denis                                   |           | Agent du canton de La Romagne en l’an IV                                                                             |
| 1826                                     | 1830             | Francois Brin                                 |           | |
| 1830                                     | 1837             | Esprit Boussion                               |           | |
| 1837                                     | 1844             | Julien Doucet                                 |           | |
| 1844                                     | 1848             | Antoine Raynard                               |           | |
| 1848                                     | 1851             | Joseph Giffard                                |           | |
| 1851                                     | 1856             | Jean Bretaudeau                               |           | |
| 1856                                     | 1870             | Jean-Baptiste Méchinaud                       |           | |
| 1870                                     | 1871             | Benjamin Challet                              |           | |
| 1871                                     | 1874             | Magloire Cady                                 |           | |
| 1874                                     | 1884             | Jean-Baptiste Méchinaud                       |           | |
| 1884                                     | 1907             | Joseph de la Bretesche                        |           | |
| 1907                                     | 1908             | Julien Garnier                                |           | |
| 1908                                     | 1919             | Joseph de la Bretesche                        |           | |
| 1919                                     | 1959             | Charles de la Bretesche                       |           | |
| 1959                                     | 1989             | Joseph de la Bretesche                        |           | |
| 1989                                     | 1993             | Jean Rafflegeau                               |           | |
| 1993                                     | 2001             | Michel Aragon                                 |           | Président de la CC de Sèvre-et-Moine (1995 → 2001)                                                                   |
| mars 2001                                | mars 2008        | Brigitte Simon                                |           | |
| mars 2008                                | décembre 2015    | Paul Manceau                                  |           | |
| Les données manquantes sont à compléter. |                  |                                               |           | |

### Ancienne situation administrative
La commune est membre en 2015 de la communauté de communes de Moine-et-Sèvre, elle-même membre du syndicat mixte Pays des Mauges. La création de la commune nouvelle de Sèvremoine entraîne sa suppression à la date du 15 décembre 2015, avec transfert de ses compétences à la commune nouvelle.
Jusqu'en 2014, Torfou fait partie du canton de Montfaucon-Montigné et de l'arrondissement de Cholet. Dans le cadre de la réforme territoriale, un nouveau découpage territorial pour le département de Maine-et-Loire est défini par le décret du 26 février 2014. La commune est alors rattachée au canton de Saint-Macaire-en-Mauges, avec une entrée en vigueur au renouvellement des assemblées départementales de 2015.

### Jumelages
- Hachen (Allemagne) - La commune de Torfou est jumelée avec Hachen, Rhénanie-du-Nord-Westphalie, Allemagne, depuis 2001.

Ce jumelage actif s'inscrit dans la continuité d'échanges entamés entre les deux communes une dizaine d'années auparavant.

## Population et société

### Évolution démographique
L'évolution du nombre d'habitants est connue à travers les recensements de la population effectués dans la commune depuis 1793. À partir du 1er janvier 2009, les populations légales des communes sont publiées annuellement dans le cadre d'un recensement qui repose désormais sur une collecte d'information annuelle, concernant successivement tous les territoires communaux au cours d'une période de cinq ans. 
Pour les communes de moins de 10 000 habitants, une enquête de recensement portant sur toute la population est réalisée tous les cinq ans, les populations légales des années intermédiaires étant quant à elles estimées par interpolation ou extrapolation. Pour la commune, le premier recensement exhaustif entrant dans le cadre du nouveau dispositif a été réalisé en 2006,.
En 2013, la commune comptait 2 130 habitants, en évolution de +3,05 % par rapport à 2008 (Maine-et-Loire : +3,3 %, France hors Mayotte : +2,49 %).
| 1793  | 1800  | 1806 | 1821  | 1831  | 1836  | 1841  | 1846  | 1851  |
| ----- | ----- | ---- | ----- | ----- | ----- | ----- | ----- | ----- |
| 1 208 | 1 023 | 946  | 1 109 | 1 217 | 1 374 | 1 380 | 1 575 | 1 682 |

| 1856  | 1861  | 1866  | 1872  | 1876  | 1881  | 1886  | 1891  | 1896  |
| ----- | ----- | ----- | ----- | ----- | ----- | ----- | ----- | ----- |
| 1 807 | 2 027 | 2 069 | 2 124 | 2 217 | 2 257 | 2 224 | 2 250 | 2 189 |

| 1901  | 1906  | 1911  | 1921  | 1926  | 1931  | 1936  | 1946  | 1954  |
| ----- | ----- | ----- | ----- | ----- | ----- | ----- | ----- | ----- |
| 2 158 | 2 060 | 2 225 | 2 093 | 2 065 | 2 100 | 2 102 | 2 155 | 2 121 |

| 1962  | 1968  | 1975  | 1982  | 1990  | 1999  | 2006  | 2011  | 2013  |
| ----- | ----- | ----- | ----- | ----- | ----- | ----- | ----- | ----- |
| 2 093 | 2 077 | 1 920 | 1 981 | 1 958 | 1 923 | 2 053 | 2 103 | 2 130 |

### Pyramide des âges
La population de la commune est relativement âgée. Le taux de personnes d'un âge supérieur à 60 ans (23,2 %) est en effet supérieur au taux national (21,8 %) et au taux départemental (21,4 %).
À l'instar des répartitions nationale et départementale, la population féminine de la commune est supérieure à la population masculine. Le taux (52,5 %) est du même ordre de grandeur que le taux national (51,9 %).
La répartition de la population de la commune par tranches d'âge est, en 2008, la suivante :
- 47,5 % d’hommes (0 à 14 ans = 22,2 %, 15 à 29 ans = 17,6 %, 30 à 44 ans = 24,9 %, 45 à 59 ans = 19,3 %, plus de 60 ans = 15,9 %) ;
- 52,5 % de femmes (0 à 14 ans = 20,8 %, 15 à 29 ans = 15,2 %, 30 à 44 ans = 19,2 %, 45 à 59 ans = 15 %, plus de 60 ans = 29,7 %).

| Hommes | Classe d’âge | Femmes |
| ------ | ------------ | ------ |
| 0,1    | 90 ans ou +  | 4,1    |
| 5,9    | 75 à 89 ans  | 14,3   |
| 9,9    | 60 à 74 ans  | 11,3   |
| 19,3   | 45 à 59 ans  | 15,0   |
| 24,9   | 30 à 44 ans  | 19,2   |
| 17,6   | 15 à 29 ans  | 15,2   |
| 22,2   | 0 à 14 ans   | 20,8   |

| Hommes | Classe d’âge | Femmes |
| ------ | ------------ | ------ |
| 0,4    | 90 ans ou +  | 1,1    |
| 6,3    | 75 à 89 ans  | 9,5    |
| 12,1   | 60 à 74 ans  | 13,1   |
| 20,0   | 45 à 59 ans  | 19,4   |
| 20,3   | 30 à 44 ans  | 19,3   |
| 20,2   | 15 à 29 ans  | 18,9   |
| 20,7   | 0 à 14 ans   | 18,7   |

## Économie
Sur 170 établissements présents sur la commune à fin 2010, 27 % relevaient du secteur de l'agriculture (pour une moyenne de 17 % sur le département), 6 % du secteur de l'industrie, 9 % du secteur de la construction, 45 % de celui du commerce et des services et 13 % du secteur de l'administration et de la santé.

## Culture locale et patrimoine

### Lieux et monuments
- Le château du Couboureau, dont l'actuel édifice date du XIXe siècle.
- La Colonne, située au centre du carrefour des routes D 149 et D 753, édifiée en 1826 en mémoire de la bataille de Torfou qui s'est déroulée en partie à cet endroit.
- L'église Saint-Martin, reconstruite au XIXe siècle.
- La pierre Tournisse, de 5 m de haut et d'une circonférence de 20 m, est estimée à 160 tonnes. Sa partie supérieure est creusée naturellement de trois cavités. Sa particularité est de ne reposer que sur une surface de 40 cm2. Site mégalithique non-classé[20].
- La voie romaine, qui suivait la Sèvre Nantaise et reliait Nantes à Poitiers.

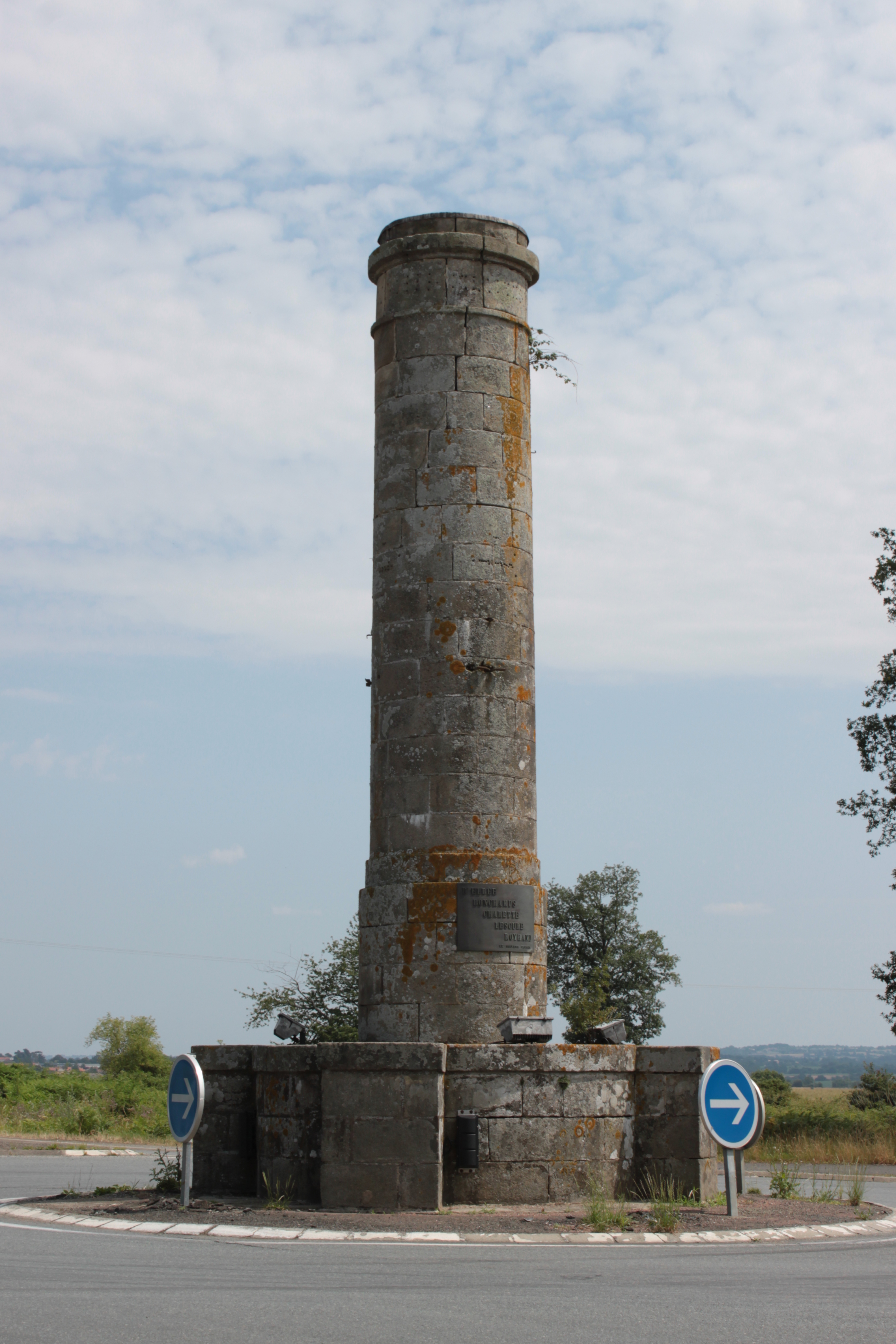
La Colonne, 1826.
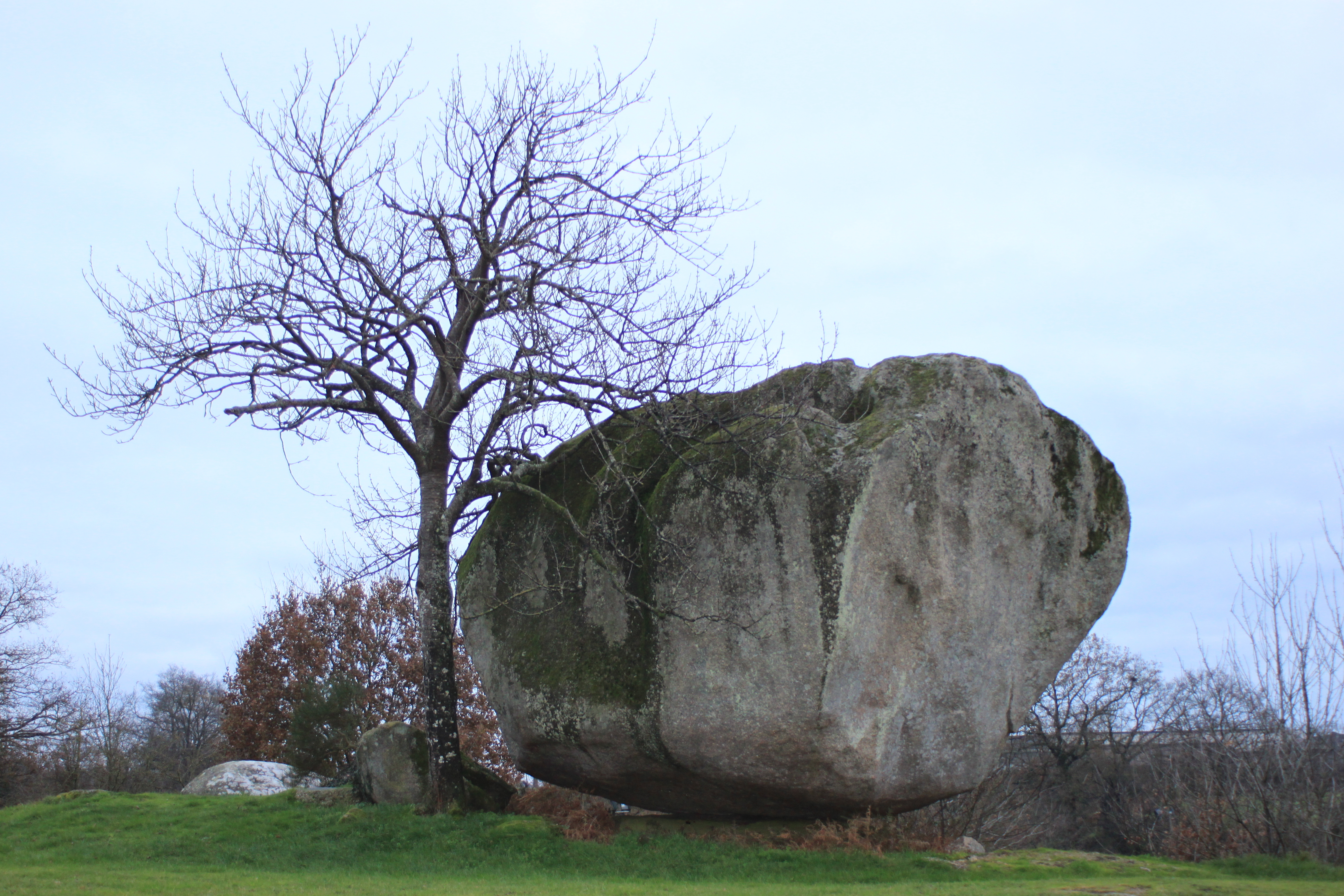
Mégalithe de la Pierre Tournisse.

### Personnalités liées à la commune
- Léon Griffon, fondateur, à Torfou, en 1906, d'une usine de conserves de viande. En 1953, cette usine arrête sa fabrication de conserves de viande et développe sa production, beaucoup plus rentable, de boîtes métalliques. Une rue de la commune porte son nom.
- Hugo Picard (2003-), commence le football avec le club local du Lorgeron-Torfou avant de rejoindre le FC Nantes puis l'EA Guingamp, où il poursuit sa formation[21].